# Векслер, Юрий Абрамович
Юрий Абрамович (Аркадьевич) Ве́кслер (4 февраля 1940, Ленинград, СССР — 29 сентября 1991, там же) — советский кинооператор и сценарист, заслуженный деятель искусств РСФСР (1991). Лауреат Государственной премии СССР (1985). 

## Биография
Векслер был оператор от бога: темперамент, помноженный на интуицию, врожденная культура глаза плюс свобода от догм.
Родился 4 февраля 1940 года в Ленинграде в семье художника-постановщика Абрама Соломоновича Векслера. Племянник художника Михаила Векслера (1898—1974). В 1957 году начинает работать на киностудии «Ленфильм» учеником фотолаборанта. Не имея кинооператорского образования и формального диплома, прошёл все ступени профессионального роста. Мастером для него стал кинооператор Дмитрий Долинин, включивший его в свою группу сначала ассистентом, а потом вторым оператором. А в титрах фильма Виталия Мельникова «Семь невест eфрейтора Збруева» (1970) они оба значатся операторами-постановщиками.
Юрий Абрамович Векслер также работал и над следующими фильмами Виталия Мельникова: «Здравствуй и прощай» (1972), «Старший сын» (1975) и «Женитьба» (1977). Фильм «Отпуск в сентябре» по пьесе Александра Вампилова «Утиная охота» был снят в 1979 году, но пролежал на «полке» под запретом до 1987 года. С режиссёром Динарой Асановой были сняты фильмы «Ключ без права передачи» (1976) и «Пацаны» (1983).
Кинокритик Ольга Шервуд отмечает, что Юрий Векслер «был создан именно для отечественной киношколы тех лет, когда изображение само по себе говорило правды больше, чем „идейное содержание“. Осознавал первородство своей профессии в кино, но операторскую задачу понимал классически строго: видел её в том, чтобы подчинить себя драматургии и раствориться в ней».
В 1979 году вышел фильм Игоря Масленникова «Шерлок Холмс и доктор Ватсон», имевший большой успех у зрителей. На следующий год выходит продолжение «Приключения Шерлока Холмса и доктора Ватсона» (3 серии). Придуманный Векслером кадр, когда зритель видит со спины Холмса и Ватсона, которые сидят возле камина и беседуют, стал символом этого сериала. С Игорем Масленниковым были сняты экранизация «Пиковой дамы» (1982) и культовый фильм 1980-х годов «Зимняя вишня».
В 1980-е годы продолжилось сотрудничество с режиссёром Виталием Мельниковым. Были сняты фильмы «Чужая жена и муж под кроватью» (1984), «Первая встреча — последняя встреча» (1987), «Царская охота» (1990).
Юрий Векслер готовился к собственной постановке по сценарию Алексея Германа и Светланы Кармалиты «Долгие ночные стоянки», полудетективной современной истории с военными воспоминаниями.
Скончался от второго инфаркта 29 сентября 1991 года. Похоронен на Сестрорецком кладбище.

## Награды и премии
Государственные:

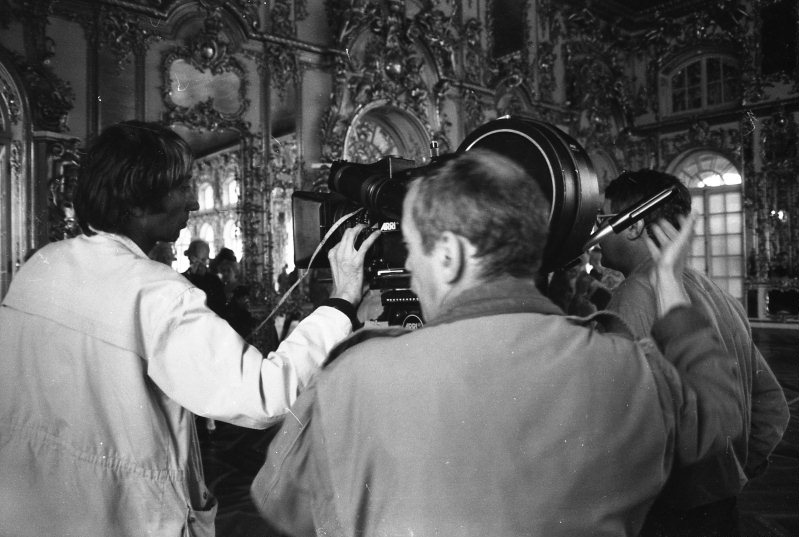
На съёмках фильма «Царская охота»

- Государственная премия СССР (1985) — за художественный фильм «Пацаны»
- медаль «За трудовое отличие» (22.08.1986)
- заслуженный деятель искусств РСФСР (17.06.1991)

Другие:
- премия имени А. Н. Москвина, премия киностудии «Ленфильм» за лучшую операторскую работу («Первая встреча, последняя встреча») (1986)
- премия имени А. Н. Москвина за лучшую операторскую работу (за фильм «Лох — победитель воды») (1991)

## Семья
- Сестра — Лиана Аркадьевна (Абрамовна) Раппопорт, гримёр.
- Первая жена (1964—1975) — Инна (Валерия) Станиславовна Браун.
- Вторая жена (1975—1988) — Светлана Крючкова (род. 1950), актриса.
  - Сын — Дмитрий Векслер (род. 1981), звукорежиссёр.
- Третья жена — Елена Геннадьевна Векслер (Поникаровская, 1989—1991).

## Память
К 70-летию со дня рождения Юрия Векслера в январе 2010 года на канале «Россия» состоялся премьерный показ документального фильма режиссёра Владимира Непевного «Острова. Юрий Векслер».

## Фильмография

### Оператор
- 1962 — Мальчик с коньками (короткометражный)
- 1962 — 713-й просит посадку
- 1968 — Источник
- 1970 — Семь невест eфрейтора Збруева
- 1970 — Любовь Яровая
- 1972 — Здравствуй и прощай
- 1974 — Странные взрослые
- 1974 — Ксения, любимая жена Фёдора
- 1975 — Старший сын
- 1976 — Ключ без права передачи
- 1977 — Женитьба
- 1979 — Шерлок Холмс и доктор Ватсон
- 1979 — Отпуск в сентябре
- 1980 — Приключения Шерлока Холмса и доктора Ватсона
- 1980 — Очки от солнца (короткометражный)
- 1980 — Куст сирени (короткометражный)
- 1982 — Пиковая дама
- 1983 — Приключения Шерлока Холмса и доктора Ватсона. Сокровища Агры
- 1983 — Пацаны
- 1984 — Чужая жена и муж под кроватью
- 1984 — Колье Шарлотты
- 1985 — Зимняя вишня
- 1986 — Приключения Шерлока Холмса и доктора Ватсона: Двадцатый век начинается
- 1987 — Первая встреча — последняя встреча
- 1988 — Презумпция невиновности
- 1990 — Царская охота
- 1990 — Зимняя вишня 2
- 1991 — Лох — победитель воды
- 1995 — Зимняя вишня 3
- 2000 — Воспоминания о Шерлоке Холмсе

### Сценарист
- 1981 — Приключения Шерлока Холмса и доктора Ватсона. Собака Баскервилей (соавтор сценария)
- 2000 — Воспоминания о Шерлоке Холмсе (соавтор сценария)